# Cyanuurzuur
Cyanuurzuur is een organische verbinding met als brutoformule C3H3N3O3. De stof komt voor als een witte kristallijne vaste stof, die zeer slecht oplosbaar is in water.

## Synthese
Cyanuurzuur kan bereid worden uit hydrolyse van cyanuurchloride, dat zelf uit de trimerisatie van cyanogeenchloride wordt bereid.
Een alternatieve reactie is de behandeling van melamine met een sterk zuur of het verhitten van biuret of ureum bij 200-300°C.

## Eigenschappen en toepassingen
Cyanuurzuur wordt aan zwembadwater toegevoegd om de fotolyse van waterstofhypochloriet (HClO) door zonlicht tegen te gaan.
Het zuur kan beschouwd worden als het trimeer van cyaanzuur of waterstofcyanaat. In de verbinding komt een aromatische zesring voor van alternerend koolstof en stikstof. De waterstof- en zuurstofatomen vormen drie OH-groepen die aan de koolstofatomen gebonden zijn.